# Кошкар-Ата (некрополь)
Кошкар-Ата (каз. Қошқар ата) — некрополь IX—XX століть у Тупкараганському районі Мангистауської області Казахстану. Розташований за 17 км на північний захід від міста Актау, неподалік села Акшукур.

## Опис

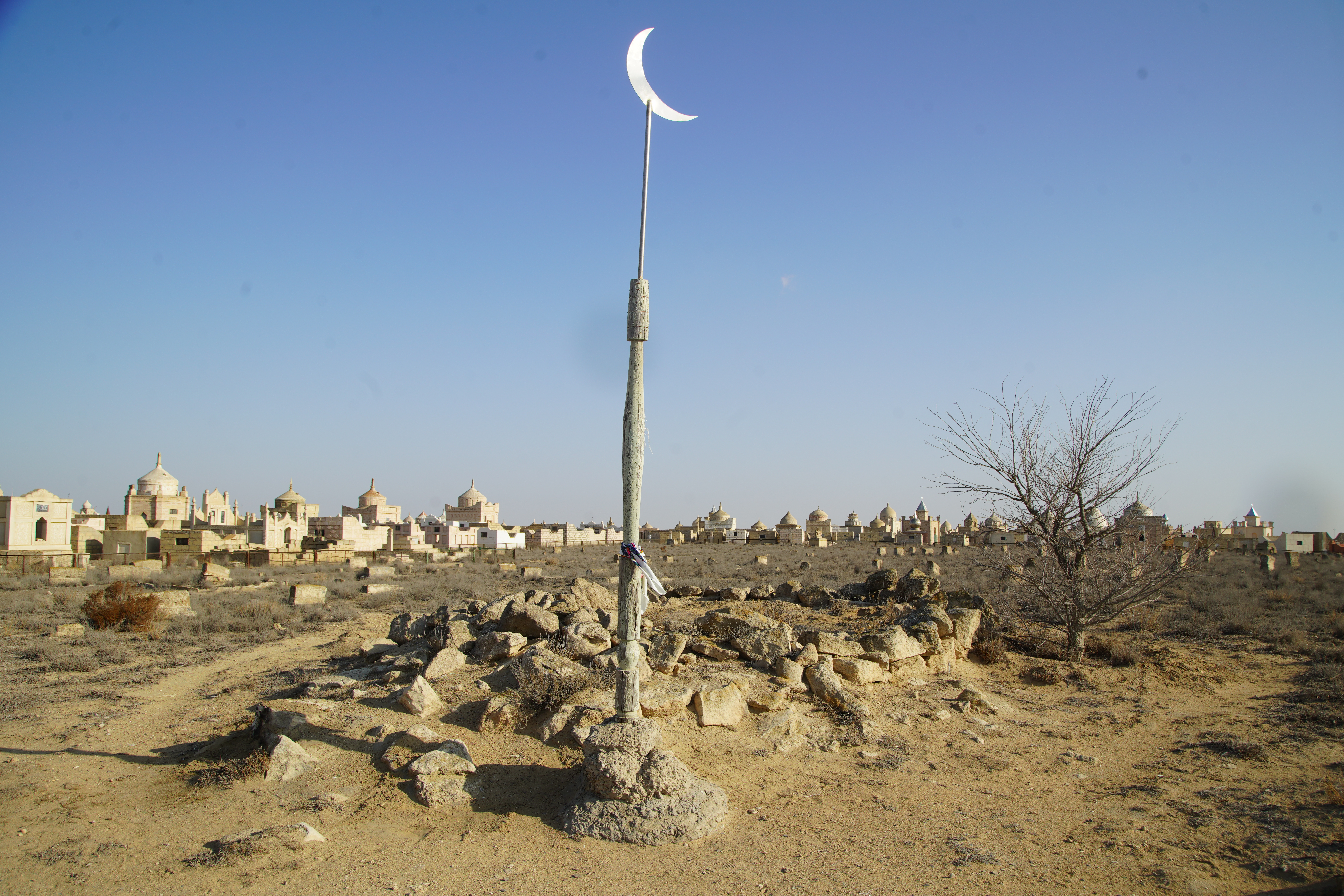
Залишки мавзолею Кошкар-ати

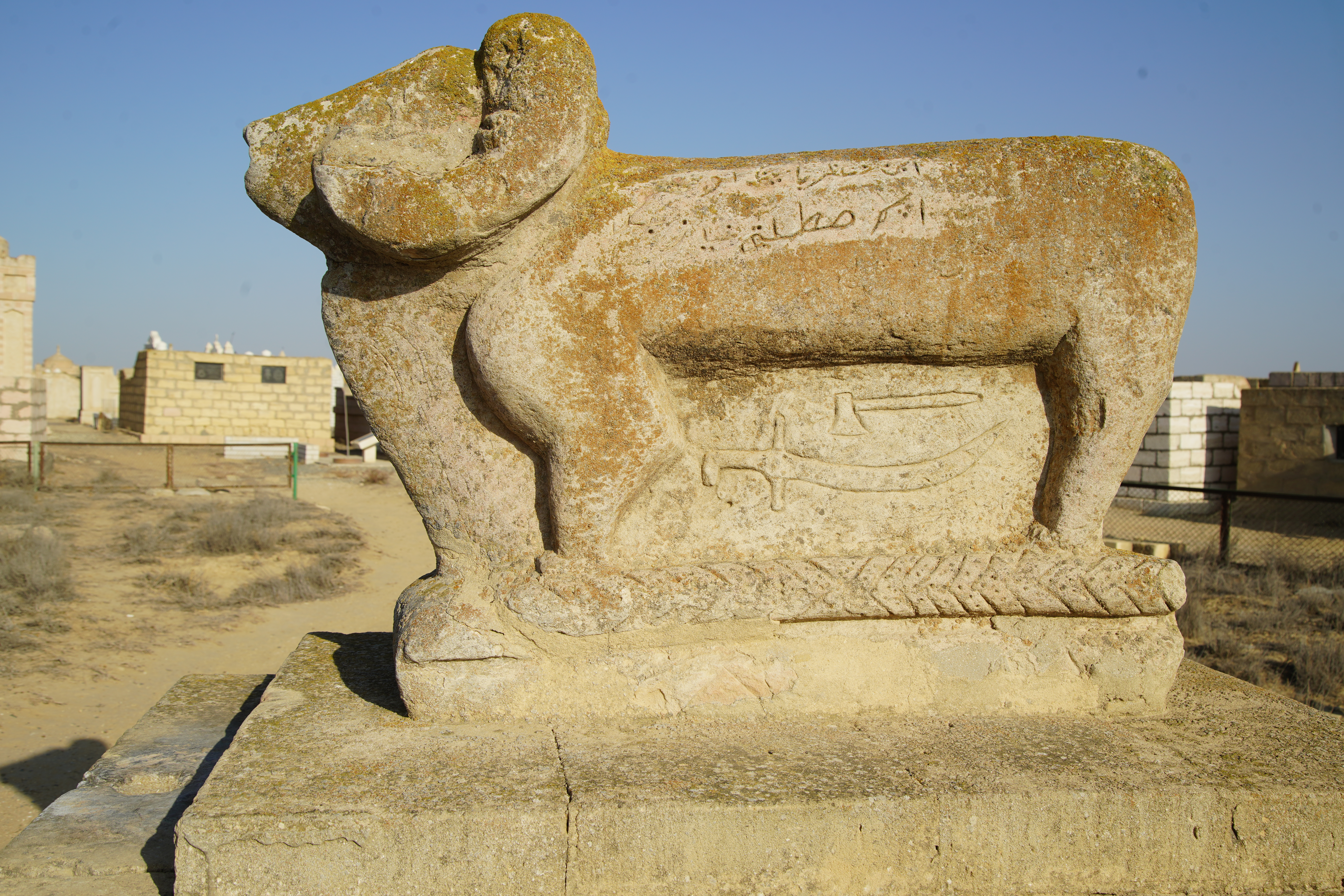
Надгробок у вигляді фігури барана (койтас)

Легенда свідчить, що некрополь виник навколо гробниці легендарного суфія Кошкар-ати, що жив у XII столітті. За однією з версій його життєпису, Кошкар-ата помер під час подорожі плато Устюрт, неподалік від сучасного села Акшукур. Однак на території некрополя були виявлені давніші пам'ятники, що належать до IX століття.
Найбільш характерним типом надгробків є невеликі койтаси з мінімумом декоративної обробки. Пам'ятники ще більш примітивної форми розташовуються переважно у східній частині комплексу. Серед надгробків складніших типів поширені кулпитаси і мавзолеї.
У західній частині некрополя розташовані руїни мавзолею Кошкар-ати, що датуються XVII — XVIII століттями. На північ від руїн розташована могила Халіфе — учня Кошкар-ати, який вважається наступником суфія. Ще одним помітним похованням є мавзолей Дуні — російської дівчини, яка стала дружиною казахського джигіта.
На відміну від більшості інших некрополів, на території Кошкар-Ати і донині з'являються нові поховання.

## Охорона та проблеми
Некрополь Кошкар-Ата входить до списку пам'яток історії та культури місцевого значення Мангистауської області. На початку ХХІ сторіччя проводилися різні роботи з благоустрою території некрополя. Однак низка проблем не вирішена й донині. Зокрема зазначається, що відвідувачі розпивають спиртні напої та залишають побутове та будівельне сміття на території некрополя. Також незадовільно вирішено питання вивезення сміття. У результаті на території періодично доводиться влаштовувати суботники з метою прибирання.